# 비니 어피스
비니 어피스(Vinny Appice, 1957년 10월 13일 ~ )는 미국의 음악가이다.